# Norbert Michelisz
Norbert Michelisz (ur. 8 sierpnia 1984 w Himesházie) – węgierski kierowca wyścigowy, obecnie kierowca zespołu Zengő Motorsport w serii World Touring Car Championship.

## Kariera
Michelisz został w 2006 roku mistrzem węgierskiej serii Suzuki Swift Cup, a rok później odniósł zwycięstwo w narodowym pucharze Renault Clio.
W 2008 roku związał się z mistrzostwami SEATa Leóna. W debiutanckim sezonie w węgierskiej edycji mistrzostw został wicemistrzem. W tym samym roku po raz pierwszy wystartował w SEAT León Eurocup, zajmując 14. miejsce w klasyfikacji generalnej, wygrywając jeden wyścig na Monzy. W nagrodę za zwycięstwo otrzymał szansę startu w rundzie WTCC na torze Okayama. Start za kierownicą SEATa Leóna zespołu SUNRED Engineering nie był dla niego udany, bowiem w pierwszym wyścigu nie dojechał w ogóle do mety, a w drugim wyścigu musiał się zadowolić 16. miejscem.
Kolejny sezon był znacznie bardziej udany dla Węgra. Ponownie udało mu się zdobyć nagrodę w postaci startu za kierownicą SEATa Leóna w WTCC, tym razem za zdobycie największej ilości punktów podczas rundy Eurocupu na ulicznym torze w Porto. W sierpniu udało mu się zapewnić mistrzostwo w SEAT León Eurocup, za co otrzymał szansę startu za kierownicą nowego Leóna z silnikiem wysokoprężnym podczas ETCC. Po zdobyciu pole position i zwycięstwie w pierwszym wyścigu, wydawało się, że nic nie stanie mu na przeszkodzie w odniesieniu wygranej w całym cyklu. Piąte miejsce w drugim wyścigu, spowodowało spadek na trzecie miejsce w klasyfikacji generalnej. Jednak przed nim znaleźli się dużo bardziej doświadczeni kierowcy tacy jak James Thompson i Franz Engstler.
W 2010 roku Michelisz po raz pierwszy zapewnił sobie pełny sezon startów w WTCC z zespołem Zengő-Dension Team. Całkiem udany sezon podsumował zwycięstwem na niezwykle wymagającym torze Guia Circuit podczas ostatniej rundy sezonu. Został także triumfatorem klasyfikacji na debiutanta roku.

## Wyniki w WTCC
| Legenda oznaczeń w tabelach wyników Wyświetl szablon na nowej stronie | Legenda oznaczeń w tabelach wyników Wyświetl szablon na nowej stronie                                                                     |
| Oznaczenie                                                            | Wyjaśnienie |
| --------------------------------------------------------------------- | --- |
| Złoty                                                                 | Zwycięzca lub mistrzostwo |
| Srebrny                                                               | 2. miejsce lub wicemistrzostwo |
| Brązowy                                                               | 3. miejsce lub II wicemistrzostwo |
| Zielony                                                               | Ukończył, punktował (w klasyfikacji generalnej, gdy zdobył co najmniej jeden punkt na przestrzeni sezonu, poza trzema powyższymi opcjami) |
| Niebieski                                                             | Ukończył, nie punktował (w klasyfikacji generalnej, gdy nie zdobył co najmniej jednego punktu na przestrzeni sezonu)                      |
| Czerwony                                                              | Nie zakwalifikował się (NZ) |
| Czerwony                                                              | Nie prekwalifikował się (NPK) |
| Różowy                                                                | Nie ukończył (NU) |
| Różowy                                                                | Niesklasyfikowany (NS) (w klasyfikacji generalnej, gdy nie został sklasyfikowany w żadnym wyścigu sezonu)                                 |
| Czarny                                                                | Zdyskwalifikowany (DK) |
| Czarny                                                                | Wykluczony (WYK/EX) |
| Biały                                                                 | Nie wystartował (NW) |
| Biały                                                                 | Kontuzjowany (K/INJ) |
| Biały                                                                 | Wyścig odwołany (OD/C) |
| Bez koloru                                                            | Został wycofany (WYC/WD) |
| Bez koloru                                                            | Nie przybył (NP/DNA) |
| Bez koloru                                                            | Nie brał udziału w treningach (NT/DNP) |
| Bez koloru                                                            | Nie został zgłoszony (–) |
| Pogrubienie                                                           | Start z pole position |
| Kursywa                                                               | Najszybsze okrążenie wyścigu |
| †                                                                     | Nie ukończył, ale jego rezultat został zaliczony ze względu na przejechanie więcej niż 90% dystansu wyścigu.                              |
| *                                                                     | Sezon w trakcie |
| 1/2/3                                                                 | Punktowana pozycja w sprincie kwalifikacyjnym                                                                                             |
| Lista systemów punktacji Formuły 1                                    | |

| Sezon | Zespół             | Samochód           | Wyniki w poszczególnych wyścigach | Wyniki w poszczególnych wyścigach | Wyniki w poszczególnych wyścigach | Wyniki w poszczególnych wyścigach | Wyniki w poszczególnych wyścigach | Wyniki w poszczególnych wyścigach | Wyniki w poszczególnych wyścigach | Wyniki w poszczególnych wyścigach | Wyniki w poszczególnych wyścigach | Wyniki w poszczególnych wyścigach | Wyniki w poszczególnych wyścigach | Wyniki w poszczególnych wyścigach | Wyniki w poszczególnych wyścigach | Wyniki w poszczególnych wyścigach | Wyniki w poszczególnych wyścigach | Wyniki w poszczególnych wyścigach | Wyniki w poszczególnych wyścigach | Wyniki w poszczególnych wyścigach | Wyniki w poszczególnych wyścigach | Wyniki w poszczególnych wyścigach | Wyniki w poszczególnych wyścigach | Wyniki w poszczególnych wyścigach | Wyniki w poszczególnych wyścigach | Wyniki w poszczególnych wyścigach | Pozycja | Punkty |
| 2008  | SUNRED Engineering | SEAT León TFSI     | BRA                               | BRA                               | MEX                               | MEX                               | ESP                               | ESP                               | FRA                               | FRA                               | CZE                               | CZE                               | POR                               | POR                               | GBR                               | GBR                               | GER                               | GER                               | EUR                               | EUR                               | ITA                               | ITA                               | JPN                               | JPN                               | MAC                               | MAC                               | 33      | 0      |
| ----- | ------------------ | ------------------ | --------------------------------- | --------------------------------- | --------------------------------- | --------------------------------- | --------------------------------- | --------------------------------- | --------------------------------- | --------------------------------- | --------------------------------- | --------------------------------- | --------------------------------- | --------------------------------- | --------------------------------- | --------------------------------- | --------------------------------- | --------------------------------- | --------------------------------- | --------------------------------- | --------------------------------- | --------------------------------- | --------------------------------- | --------------------------------- | --------------------------------- | --------------------------------- | ------- | ------ |
| 2008  | SUNRED Engineering | SEAT León TFSI     |                                   |                                   |                                   |                                   |                                   |                                   |                                   |                                   |                                   |                                   |                                   |                                   |                                   |                                   |                                   |                                   |                                   |                                   |                                   |                                   | NU                                | 16                                |                                   |                                   | 33      | 0      |
| 2009  | SUNRED Engineering | SEAT León 2.0 TFSI | BRA                               | BRA                               | MEX                               | MEX                               | MAR                               | MAR                               | FRA                               | FRA                               | ESP                               | ESP                               | CZE                               | CZE                               | POR                               | POR                               | GBR                               | GBR                               | GER                               | GER                               | ITA                               | ITA                               | JPN                               | JPN                               | MAC                               | MAC                               | –       | 0      |
| 2009  | SUNRED Engineering | SEAT León 2.0 TFSI |                                   |                                   |                                   |                                   |                                   |                                   |                                   |                                   |                                   |                                   |                                   |                                   |                                   |                                   | NU                                | NS                                |                                   |                                   |                                   |                                   |                                   |                                   |                                   |                                   | –       | 0      |
| 2010  | Zengő-Dension Team | SEAT León 2.0 TDI  | BRA                               | BRA                               | MAR                               | MAR                               | ITA                               | ITA                               | BEL                               | BEL                               | POR                               | POR                               | GBR                               | GBR                               | CZE                               | CZE                               | GER                               | GER                               | ESP                               | ESP                               | JPN                               | JPN                               | MAC                               | MAC                               |                                   |                                   | 9       | 104    |
| 2010  | Zengő-Dension Team | SEAT León 2.0 TDI  | 10                                | 9                                 | 7                                 | 10                                | 19                                | 8                                 | 6                                 | 7                                 | 7                                 | NU                                | 9                                 | 7                                 | NU                                | 14                                | 8                                 | 11                                | 11                                | 12                                | 3                                 | 7                                 | 5                                 | 1                                 |                                   |                                   | 9       | 104    |
| 2011  | Zengő-Dension Team | BMW 320 TC         | BRA                               | BRA                               | BEL                               | BEL                               | ITA                               | ITA                               | HUN                               | HUN                               | CZE                               | CZE                               | POR                               | POR                               | GBR                               | GBR                               | GER                               | GER                               | ESP                               | ESP                               | JPN                               | JPN                               | CHN                               | CHN                               | MAC                               | MAC                               | 9       | 88     |
| 2011  | Zengő-Dension Team | BMW 320 TC         |                                   |                                   | 7                                 | 8                                 | 4                                 | 7                                 | 2                                 | 15                                | 8                                 | 15                                | 8                                 | 4                                 | NS                                | 12                                | 15                                | NU                                | 7                                 | 6                                 | 15                                | 9                                 | 11                                | NU                                | 8                                 | 9                                 | 9       | 88     |
| 2012  | Zengő Motorsport   | BMW 320 TC         | ITA                               | ITA                               | ESP                               | ESP                               | MAR                               | MAR                               | SVK                               | SVK                               | HUN                               | HUN                               | AUT                               | AUT                               | POR                               | POR                               | BRA                               | BRA                               | USA                               | USA                               | JPN                               | JPN                               | CHN                               | CHN                               | MAC                               | MAC                               | 6       | 155    |
| 2012  | Zengő Motorsport   | BMW 320 TC         | 9                                 | 8                                 | 7                                 | 4                                 | 9                                 | NU                                | 6                                 | 6                                 | 7                                 | 1                                 | 9                                 | 5                                 | 4                                 | 10                                | 9                                 | 5                                 | 3                                 | 2                                 | 13                                | NU                                | 15                                | 24                                | NS                                | 21                                | 6       | 155    |
| 2013  | Zengő Motorsport   | Honda Civic WTCC   | ITA                               | ITA                               | MAR                               | MAR                               | SVK                               | SVK                               | HUN                               | HUN                               | AUT                               | AUT                               | RUS                               | RUS                               | POR                               | POR                               | ARG                               | ARG                               | USA                               | USA                               | JPN                               | JPN                               | CHN                               | CHN                               | MAC                               | MAC                               | 6       | 185    |
| 2013  | Zengő Motorsport   | Honda Civic WTCC   | 8                                 | 22                                | NU                                | 15                                | 3                                 | 21                                | 2                                 | 8                                 | 14                                | 3                                 | 3                                 | 5                                 | NU                                | NW                                | 7                                 | 5                                 | 20                                | 3                                 | 1                                 | NU                                | 10                                | 3                                 | 4                                 | NU                                | 6       | 185    |
| 2014  | Zengő Motorsport   | Honda Civic WTCC   | MAR                               | MAR                               | FRA                               | FRA                               | HUN                               | HUN                               | SVK                               | AUT                               | AUT                               | RUS                               | RUS                               | BEL                               | BEL                               | ARG                               | ARG                               | CHN                               | CHN                               | CHN                               | CHN                               | JPN                               | JPN                               | MAC                               | MAC                               |                                   | 4       | 201    |
| 2014  | Zengő Motorsport   | Honda Civic WTCC   | 9                                 | NW                                | 7                                 | 8                                 | 6                                 | 10                                | 3                                 | 9                                 | 4                                 | 9                                 | 7                                 | 7                                 | 7                                 | 2                                 | 7                                 | 6                                 | 5                                 | 5                                 | 4                                 | 4                                 | 3                                 | 2                                 | 4                                 |                                   | 4       | 201    |